# Pallacanestro femminile ai XIV Giochi del Mediterraneo
Il torneo di pallacanestro femminile ai XIV Giochi del Mediterraneo si è svolto nel 2001 a Tunisi.

## Classifica finale
| - | Team       | Formazione |
| - | ---------- | --- |
|   | Croazia    | CroaziaBaranović, Đapo, Erceg, Hlede, Lelas, Maloča, Marohnić, Mazić, Podrug, Popović, Pretreger, Zrnić, All. -                                                        |
|   | Italia     | Italia4 Balleggi, 5 Ballardini, 6 Zocco, 7 Zara, 8 Zimerle, 9 Pedrazzi, 10 Gardellin, 11 Paparazzo, 12 Masciadri, 13 Macchi, 14 Arnetoli, 15 Ciampoli, All. Aldo Corno |
|   | Spagna     | SpagnaAlonso, Checa, Delgado, Fernández, Jordana, Llamas, Morales, Palau, Pascua, Sánchez, Seguí, Villar, All. Juan Corral                                             |
| 4 | Turchia    | |
| 5 | Slovenia   | |
| 6 | Grecia     | |
| 7 | Jugoslavia | |
| 8 | Tunisia    | |